# Försäljningsprognos
En försäljningsprognos är en bedömning av den framtida efterfrågan på en produkt. Den kan avse kortare tider (dagar upp till kvartal) eller längre perioder (flera år). Med hjälp av försäljningsprognoser kan företag styra produktion, bedöma behovet av arbetskraft och insats av andra resurser. Den enklaste prognosen, som är en extrapolering av historiska data, är endast tillförlitig i sällsynta fall. För att höja precisionen måste man vanliga ta hänsyn till bland annat marknadscykler och externa händelser, till exempel ändrade konkurrensförhållanden.